# 西龙镇
西龙镇，是中华人民共和国四川省眉山市青神县下辖的一个乡镇级行政单位。2019年12月，将西龙镇钟家山村、光辉村所属行政区域划归青竹街道管辖。

## 行政区划
西龙镇下辖以下地区：
龙潭社区、马槽寺村、江滩村、长池村、钟家山村、光辉村、桂坪村、新农村、商家沟村、鹰台村、万沟村和金花村。
2019年12月调整后，西龙镇辖龙潭社区、马槽寺村、江滩村、长池村、鹰台村、万沟村、金花村、桂坪村、商家沟村、新农村所属行政区域。